# کریات گت
کریات گت (در عبری: קריית גת) نام شهری در استان جنوبی اسرائیل است که جمعیت آن در سال ۲۰۰۶ ۴۷٬۸۰۰ نفر و مساحت آن ۱۶٫۳۰۲ کیلومتر مربع بوده است.